# Hugo i jego wynalazek
Hugo i jego wynalazek (ang. Hugo) – amerykański film przygodowy z 2011 roku w reżyserii Martina Scorsese stworzony na podstawie książki Wynalazek Hugona Cabreta Briana Selznicka.
Światowa premiera filmu miała miejsce 10 października 2011 podczas New York Film Festival. W styczniu 2012 obraz został zaprezentowany na International Film Festival Rotterdam.
Produkcja otrzymała 11 nominacji do Nagród Amerykańskiej Akademii Filmowej. Podczas 84. ceremonii wręczenia Oscarów Hugo został wyróżniony statuetkami za: najlepsze zdjęcia, scenografię, efekty specjalne, dźwięk oraz montaż dźwięku. Ponadto obraz otrzymał nagrody BAFTA za najlepszą scenografię i dźwięk, a także Złoty Glob za reżyserię.

## Obsada
- Asa Butterfield – Hugo
- Ben Kingsley – Georges Méliès
- Chloë Grace Moretz – Izabella
- Sacha Baron Cohen – nadzorca stacji kolejowej
- Jude Law – ojciec Hugo
- Christopher Lee – bibliotekarz
- Emily Mortimer – kwiaciarka Lisette
- Ray Winstone – wujek Claude
- Frances de la Tour – pani Emilie
- Richard Griffiths – pan Frick
- Michael Stuhlbarg – Rene Tabard